# Barbara Grabowska

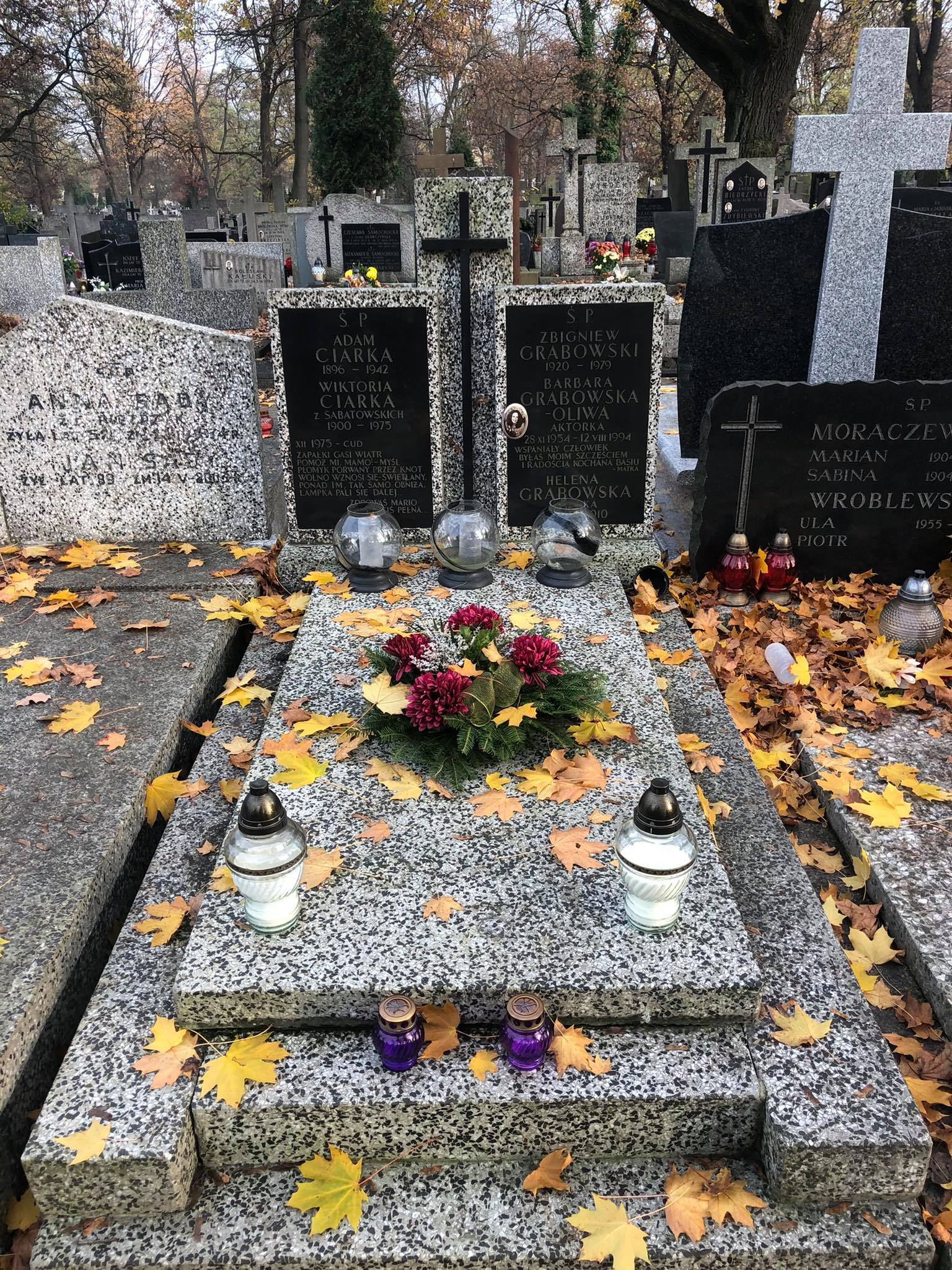
Grób Barbary Grabowskiej-Oliwy na cmentarzu Bródnowskim

Barbara Grabowska, używała także nazwiska Grabowska-Oliwa (ur. 28 listopada 1954 w Zabrzu; zm. 12 sierpnia 1994 w Częstochowie) – polska aktorka teatralna i filmowa.

## Życiorys
Ukończyła studia na Wydziale Aktorskim PWST w Krakowie.
Związana z krakowskim Starym Teatrem, gdzie zagrała m.in. Sonię w adaptacji Zbrodni i kary w reżyserii Andrzeja Wajdy. Na 31. MFF w Berlinie otrzymała nagrodę Srebrnego Niedźwiedzia dla najlepszej aktorki za rolę Kamy w filmie Gorączka (1981) Agnieszki Holland.
Zginęła tragicznie w wieku 39 lat. Jej ciało znaleziono przy torach kolejowych niedaleko Częstochowy. Prawdopodobnie wypadła z pociągu. Została pochowana na cmentarzu Bródnowskim w Warszawie (kw. 37G-II-8). Matka aktorki, Helena Grabowska, przekazała Srebrnego Niedźwiedzia Muzeum Kinematografii w Łodzi.

## Filmografia
- 1989: Ostatni prom jako Jola, żona Andrzeja
- 1980: Gorączka jako Kama
- 1979: Mysz
- 1979–1981: Najdłuższa wojna nowoczesnej Europy jako Joanna Frankowska